# Léa Declercq
Léa Declercq (née le 12 mai 1995 à Croix) est une footballeuse française. Elle joue depuis la saison 2018-2019 au Dijon FCO aux postes de milieu offensive ou attaquante.

## Carrière

### Club
Formée à l'ASBP (Association Sportive Baisieux Patro), Declercq se fait remarquer lors de la saison 2010/2011 où elle marque dix-neuf buts au Challenge de France des moins de dix-neuf ans en treize matchs. Parallèlement, elle joue deux matchs dont un comme titulaire avec l'équipe A du FCF. Elle se voit confier le poste de titulaire à deux reprises lors du début de la saison 2011/2012.
En 2013, Léa est transférée au Paris Saint-Germain Football Club.
Lors de l'intersaison 2016, la joueuse rejoint Juvisy (qui devient la saison suivante le Paris FC).
Léa s'engage en faveur du Dijon Football Côte-d'Or, promu en D1, pour la saison 2018-2019. Elle inscrit le premier but de l'histoire du club en D1, lors de la deuxième journée, à Guingamp. Elle réalise une excellente saison, qui lui vaut d'ailleurs d'être désignée "joueuse du mois" trois fois de suite par les supporters dijonnais : en novembre, en décembre et en janvier. 

### International
Léa Declercq fait ses débuts en équipe de France des moins de 17 ans le 23 novembre 2010, où elle joue une mi-temps contre l'Angleterre et contre qui elle marque, par la même occasion, son premier but sous le maillot tricolore. Deux jours plus tard, elle marque son deuxième but contre cette même équipe d'Angleterre, toujours dans un match amical.
Sélectionnée pour le championnat d'Europe féminin des moins de 17 ans 2011, elle joue quatre matchs lors de cette compétition et marque un but contre le Pays de Galles lors d'une victoire 2-0. Avec son équipe, elle arrive en finale du championnat d'Europe mais les bleuettes doivent s'incliner 1-0 contre l'Espagne.
Le 12 et 14 septembre 2011, Léa marque ses quatrième et cinquième but en U-17 contre l'Écosse.
En 2012, Léa Declercq est sélectionnée pour disputer la Coupe du monde de football féminin des moins de 17 ans 2012. Lors de la phase de poule, elle inscrit un triplé face à la Gambie au cours d'une victoire 10 buts à 2 qui ouvre le chemin des quarts de finale à l'équipe de France.
En quart de finale, contre le Nigeria, c'est la séance de tirs au but qui doit départager les deux équipes. Léa Declercq, positionnée en tireuse numéro deux, ne tremble pas et transforme sa tentative. La France l'emporte 5 à 3. Léa Declercq est titulaire lors des 5 matchs que dispute la France, dont la finale du tournoi où elle marque le seul but français de la rencontre.
Elle est ensuite sélectionnée pour le championnat d'Europe des moins de 19 ans en 2013. Elle marque deux buts durant la compétition et la France est sacrée championne. Elle participe de nouveau au championnat d'Europe des moins de 19 ans en 2014.

## Palmarès
- Finaliste du championnat d'Europe des moins de 17 ans en 2011
- Vainqueur de la Coupe du monde des moins de 17 ans en 2012
- Vainqueur du championnat d'Europe des moins de 19 ans en 2013

## Statistiques
| Saison                | Club                  | Championnat           | Championnat | Championnat | Coupe(s) nationale(s) | Coupe(s) nationale(s) | Compétition(s) continentale(s) | Compétition(s) continentale(s) | Compétition(s) continentale(s) | Total | Total |
| Saison                | Club                  | Division              | M.          | B.          | M.                    | B.                    | Comp.                          | M.                             | B.                             | M.    | B.    |
| 2010-2011             | FCF Hénin-Beaumont    | Division 1            | 2           | 0           | 2                     | 0                     | -                              | -                              | -                              | 4     | 0     |
| 2011-2012             | FCF Hénin-Beaumont    | Division 1            | 15          | 3           | 1                     | 0                     | -                              | -                              | -                              | 16    | 3     |
| 2012-2013             | FCF Hénin-Beaumont    | Division 2            | 11          | 6           | 5                     | 1                     | -                              | -                              | -                              | 16    | 7     |
| 2013-2014             | Paris SG              | Division 1            | 7           | 0           | -                     | -                     | -                              | -                              | -                              | 7     | 0     |
| 2014-2015             | Paris SG              | Division 1            | 0           | 0           | -                     | -                     | -                              | -                              | -                              | 0     | 0     |
| 2015-2016             | Paris SG              | Division 1            | 5           | 0           | 1                     | 0                     | -                              | -                              | -                              | 6     | 0     |
| 2016-2017             | Juvisy                | Division 1            | 15          | 2           | 3                     | 1                     | -                              | -                              | -                              | 18    | 3     |
| 2017-2018             | Paris FC              | Division 1            | 11          | 0           | -                     | -                     | -                              | -                              | -                              | 11    | 0     |
| Total sur la carrière | Total sur la carrière | Total sur la carrière | 66          | 11          | 12                    | 2                     | -                              | -                              | -                              | 78    | 13    |